# 裕子と弥生
裕子と弥生（ゆうことやよい）は、双子姉妹による演歌歌手デュオ。 旧名：祐子と弥生。

## メンバー
- 千葉弥生（ちば やよい。姉。1961年4月21日（63歳） - ）
- 千葉裕子（ちば ゆうこ。妹。本名および旧芸名：千葉祐子。1961年4月21日（63歳） - ）

## 来歴
岩手県胆沢郡金ケ崎町出身。岩手県立金ケ崎高等学校卒業。
10歳から民謡を習い、一卵性双生児の姉・弥生と妹・祐子とのコンビで、1981年3月に行われた「NHKのど自慢」（NHK総合・ラジオ第1）グランドチャンピオン大会でグランドチャンピオンとなる。
「祐子と弥生」のユニット名で第一プロダクションに所属し、「NHKのど自慢」グランドチャンピオン大会からわずか4ヶ月後の7月にミノルフォンから「父さん」でデビュー、第23回日本レコード大賞（TBSテレビ・ラジオ）新人賞を受賞した。同期に近藤真彦、山川豊、沖田浩之、竹本孝之、堤大二郎、ひかる一平、矢野良子などがいた。この年は男性アイドルが多かった。
1996年、音楽家のアドバイスを受け、妹・祐子が芸名を千葉裕子に改名。同時にユニット名も「裕子と弥生」に変更された。
現在は、カラオケ教室を開いている。また、関東近県のカラオケ店などで、精力的に活動をしている。姉妹が指導した若林愛、高梨桃子らは2005年3月にPLIMEのメンバーとしてデビューしている。2023年からは昭和レトロアイドル桜木ちえりプロデュース。

## 人物
- 2人は、千葉県市川市の行徳でカラオケ教室を開講している[1]。

## ディスコグラフィ

### シングル
| #  | 発売日         | 曲順 | タイトル                 | 作詞         | 作曲         | 編曲       | レーベル     | 規格品番   |
| -- | -------------- | ---- | ------------------------ | ------------ | ------------ | ---------- | ------------ | ---------- |
| 1  | 1981年 7月25日 | A面  | 父さん                   | さいとう大三 | 宮坂実       | 馬飼野俊一 | ミノルフォン | KA-2020    |
| 1  | 1981年 7月25日 | B面  | みちのく行き             | 横井弘       | 新井利昌     | 薗広昭     | ミノルフォン | KA-2020    |
| 2  | 1982年 3月25日 | A面  | 海峡越えて               | 里村龍一     | 徳久広司     | 斉藤恒夫   | ミノルフォン | KA-2055    |
| 2  | 1982年 3月25日 | B面  | おとめ川                 | 初信之介     | 徳久広司     | 馬飼野俊一 | ミノルフォン | KA-2055    |
| 3  | 1982年 7月25日 | A面  | 泣くも笑うも一緒です     | 西條キロク   | 西條キロク   | 斉藤恒夫   | ミノルフォン | KA-2065    |
| 3  | 1982年 7月25日 | B面  | 花占い                   | 横井弘       | 新井利昌     | 馬飼野俊一 | ミノルフォン | KA-2065    |
| 4  | 1983年 7月25日 | A面  | 北国ごころ               | 里村龍一     | 叶弦大       | 斉藤恒夫   | ミノルフォン | KA-2101    |
| 4  | 1983年 7月25日 | B面  | 倖せ通りゃんせ           | 里村龍一     | 叶弦大       | 斉藤恒夫   | ミノルフォン | KA-2101    |
| 5  | 1984年 9月5日  | A面  | 浪花節だよ人生は         | 藤田まさと   | 四方章人     | 池多孝春   | テイチク     | RE-646     |
| 5  | 1984年 9月5日  | B面  | なみだの港               | 里村龍一     | 聖川湧       | 池多孝春   | テイチク     | RE-646     |
| 6  | 1985年 2月21日 | A面  | ひと目惚れしてなんとやら | 水木れいじ   | 浜松雄踏     | 池多孝春   | テイチク     | RE-660     |
| 6  | 1985年 2月21日 | B面  | おんな人生花祭り         | 初信之介     | 岡千秋       | 池多孝春   | テイチク     | RE-660     |
| 7  | 1985年 9月21日 | A面  | 港恋しぐれ               | 星野哲郎     | 市川昭介     | 斉藤恒夫   | テイチク     | RE-681     |
| 7  | 1985年 9月21日 | B面  | ソーラン三度笠           | 星野哲郎     | 市川昭介     | 斉藤恒夫   | テイチク     | RE-681     |
| 8  | 1986年 6月21日 | A面  | 浅草ラプソディー         | 松井由利夫   | たきのえいじ | 馬場良     | テイチク     | RE-718     |
| 8  | 1986年 6月21日 | B面  | 杉の子小唄               | 松井由利夫   | たきのえいじ | 馬場良     | テイチク     | RE-718     |
| 9  | 1987年 7月21日 | A面  | 大漁船                   | 高田ひろお   | 西條キロク   | 斉藤恒夫   | テイチク     | RE-768     |
| 9  | 1987年 7月21日 | B面  | 広瀬川恋唄               | 高田ひろお   | 西條キロク   | 斉藤恒夫   | テイチク     | RE-768     |
| 10 | 1988年 6月21日 | A面  | 恋みれん                 | 石本美由起   | 桜田誠一     | 池多孝春   | テイチク     | RE-844     |
| 10 | 1988年 6月21日 | B面  | 花しずく                 | 石本美由起   | 桜田誠一     | 池多孝春   | テイチク     | RE-844     |
| 11 | 1989年 6月21日 | A面  | ふるさと一番恋二番       | 浜松雄踏     | 西條キロク   | 桜庭伸幸   | テイチク     | 10SH-131   |
| 11 | 1989年 6月21日 | B面  | 男の街                   | 浜松雄踏     | 西條キロク   | 桜庭伸幸   | テイチク     | 10SH-131   |
| 12 | 1993年 5月21日 | 01   | あの日の朝に             | たかたかし   | 西條キロク   | 宮崎慎二   | センチュリー | CEDC-10240 |
| 12 | 1993年 5月21日 | 02   | 船橋おんど               | 浜松雄踏     | 西條キロク   | 宮崎慎二   | センチュリー | CEDC-10240 |
| 13 | 1997年 6月21日 | 01   | 最上川恋歌               | 臼井ひさし   | 稲毛康人     | 丸山雅仁   | エンカフォン | SVDA-34    |
| 13 | 1997年 6月21日 | 02   | 母恋い日本海             | 臼井ひさし   | 稲毛康人     | 丸山雅仁   | エンカフォン | SVDA-34    |
| 14 | 2021年 7月28日 | 01   | 郷愁の詩                 | 一澪かずや   | 一澪かずや   | 川端マモル | 徳間ジャパン | TKCA-91366 |
| 14 | 2021年 7月28日 | 02   | 花巻ひとり               | 一澪かずや   | 一澪かずや   | 川端マモル | 徳間ジャパン | TKCA-91366 |

### アルバム
| 発売日         | タイトル                 | レーベル     | 規格品番 |
| -------------- | ------------------------ | ------------ | -------- |
| 1982年6月      | 祐子と弥生〜海峡越えて〜 | ミノルフォン | KC-9525  |
| 1982年10月     | 泣くも笑うも一緒です     | ミノルフォン | KC-9531  |
| 1984年11月21日 | 浪花節だよ人生は         | テイチク     | GM-178   |
| 1985年5月21日  | ひと目惚れしてなんとやら | テイチク     | GM-186   |
| 1985年11月21日 | 全曲集〜港恋しぐれ〜     | テイチク     | GM-195   |